# Municipio de Wilkesville
El municipio de Wilkesville (en inglés: Wilkesville Township) es un municipio ubicado en el condado de Vinton en el estado estadounidense de Ohio. En el año 2010 tenía una población de 895 habitantes y una densidad poblacional de 9,43 personas por km².

## Geografía
El municipio de Wilkesville se encuentra ubicado en las coordenadas 39°4′21″N 82°21′54″O / 39.07250, -82.36500. Según la Oficina del Censo de los Estados Unidos, el municipio tiene una superficie total de 94.94 km², de la cual 94,26 km² corresponden a tierra firme y (0,72 %) 0,68 km² es agua.

## Demografía
Según el censo de 2010, había 895 personas residiendo en el municipio de Wilkesville. La densidad de población era de 9,43 hab./km². De los 895 habitantes, el municipio de Wilkesville estaba compuesto por el 97,32 % blancos, el 0,34 % eran afroamericanos, el 0,34 % eran amerindios, el 0,11 % eran asiáticos y el 1,9 % eran de una mezcla de razas. Del total de la población el 0,56 % eran hispanos o latinos de cualquier raza.